# Marie Pierre Kœnig
Marie Pierre Kœnig, francoski general, * 10. oktober 1898, † 2. september 1970. Posmrtno je bil 1984 imenovan za maršala.